# Botula profundiella
Botula profundiella är en plattmaskart. Botula profundiella ingår i släktet Botula och familjen Botulidae. Inga underarter finns listade i Catalogue of Life.